# Liste des monuments historiques de la Vienne (A-L)
Cet article présente une partie des monuments historiques de la Vienne, en France.
- Haut – A
- B
- C
- D
- E
- F
- G
- H
- I
- J
- K
- L
- M
- N
- O
- P
- Q
- R
- S
- T
- U
- V
- W
- X
- Y
- Z

## Liste
Pour des raisons de taille, la liste est découpée en deux. Cette partie regroupe les communes débutant de A à L. Pour les autres, voir la liste des monuments historiques de la Vienne (M-Z).
| Monument | Commune                   | Adresse                                                               | Coordonnées                        | Notice         | Protection            | Date                | Illustration |
| --- | ------------------------- | --------------------------------------------------------------------- | ---------------------------------- | -------------- | --------------------- | ------------------- | --- |
| Église Saint-Martin de Bournezeau | Amberre                   | Bournezeau                                                            | 46° 44′ 44″ nord, 0° 10′ 39″ est   | « PA00105533 » | Inscrit               | 1932                | Église Saint-Martin de Bournezeau |
| Château de Villenon | Anché                     |                                                                       | 46° 20′ 38″ nord, 0° 16′ 08″ est   | « PA00105797 » | Inscrit               | 1990                | Image manquante Téléverser |
| Château d'Angles-sur-l'Anglin | Angles-sur-l'Anglin       | Le Château                                                            | 46° 41′ 38″ nord, 0° 52′ 59″ est   | « PA00105324 » | Classé                | 1926                | Château d'Angles-sur-l'Anglin |
| Cimetière de la Ville-Basse | Angles-sur-l'Anglin       |                                                                       | 46° 41′ 45″ nord, 0° 52′ 54″ est   | « PA00105325 » | Classé                | 1910                | Cimetière de la Ville-Basse |
| Église Sainte-Croix d'Angles-sur-l'Anglin | Angles-sur-l'Anglin       |                                                                       | 46° 41′ 44″ nord, 0° 52′ 59″ est   | « PA00105326 » | Inscrit               | 1926                | Église Sainte-Croix d'Angles-sur-l'Anglin |
| Église Saint-Martin d'Angles-sur-l'Anglin | Angles-sur-l'Anglin       |                                                                       | 46° 41′ 45″ nord, 0° 53′ 00″ est   | « PA00105327 » | Inscrit               | 1926                | Église Saint-Martin d'Angles-sur-l'Anglin |
| Roc-aux-Sorciers | Angles-sur-l'Anglin       |                                                                       | 46° 41′ 36″ nord, 0° 53′ 03″ est   | « PA00105323 » | Classé                | 1955                | Roc-aux-Sorciers |
| Château d'Angliers | Angliers                  | Allée Aubert de Tournier Avenue du Prince Henri de La Tour-d'Auvergne | 46° 56′ 41″ nord, 0° 07′ 03″ est   | « PA86000055 » | Inscrit               | 6 décembre 2017     | Château d'Angliers |
| Donjon de Saint-Cassien | Angliers                  |                                                                       | 46° 56′ 56″ nord, 0° 04′ 53″ est   | « PA00105328 » | Inscrit               | 1987                | Donjon de Saint-Cassien |
| Château de Boismorand | Antigny                   |                                                                       | 46° 31′ 22″ nord, 0° 50′ 45″ est   | « PA00105329 » | Classé Inscrit        | 1862 1913 1994 2002 | Image manquante Téléverser |
| Église Notre-Dame d'Antigny | Antigny                   |                                                                       | 46° 32′ 12″ nord, 0° 51′ 17″ est   | « PA00105330 » | Classé                | 1913                | Église Notre-Dame d'Antigny |
| Lanterne des Morts d'Antigny | Antigny                   |                                                                       | 46° 32′ 15″ nord, 0° 51′ 17″ est   | « PA00105331 » | Classé                | 1884                | Lanterne des Morts d'Antigny |
| Château de Valençay | Antran                    |                                                                       | 46° 52′ 41″ nord, 0° 32′ 14″ est   | « PA00105332 » | Inscrit               | 1964                | Château de Valençay |
| Dolmens de Briande | Arçay                     | La Gruge                                                              | 46° 57′ 01″ nord, 0° 01′ 03″ est   | « PA00105333 » | Inscrit               | 1978                | Dolmens de Briande |
| Dolmens de Briande | Arçay                     | La Gruge                                                              | 46° 56′ 47″ nord, 0° 01′ 04″ est   | « PA00105334 » | Inscrit               | 1980                | Dolmens de Briande |
| Abbaye de l'Étoile | Archigny                  | L'Étoile                                                              | 46° 39′ 17″ nord, 0° 42′ 09″ est   | « PA00105335 » | Classé                | 1991                | Abbaye de l'Étoile |
| Maison n° 6 de la ligne acadienne | Archigny                  |                                                                       | 46° 40′ 54″ nord, 0° 41′ 24″ est   | « PA86000015 » | Inscrit               | 2002                | Maison n° 6 de la ligne acadienne |
| Maisons acadiennes | Archigny                  |                                                                       | 46° 39′ 50″ nord, 0° 43′ 50″ est   | « PA86000011 » | Inscrit               | 2000                | Maisons acadiennes |
| Menhir de Vaintray | Aslonnes                  | La Jument Guignard                                                    | 46° 26′ 51″ nord, 0° 19′ 05″ est   | « PA00105336 » | Classé                | 1889                | Menhir de Vaintray |
| Dolmen de Laverré | Aslonnes                  | La Pierre Levée                                                       | 46° 28′ 18″ nord, 0° 19′ 28″ est   | « PA00105337 » | Classé                | 1889                | Dolmen de Laverré |
| Dolmen de Laverré perrier, dolmen | Aslonnes                  | La Pierre Levée                                                       | 46° 28′ 18″ nord, 0° 19′ 28″ est   | « PA00105338 » | Classé                | 1958                | Image manquante Téléverser |
| Prieuré de Laverré | Aslonnes                  |                                                                       | 46° 28′ 10″ nord, 0° 18′ 56″ est   | « PA00105339 » | Inscrit               | 1938 2002           | Prieuré de Laverré |
| Château de Beauregard fuye sud | Asnois                    |                                                                       | 46° 05′ 45″ nord, 0° 24′ 51″ est   | « PA00105340 » | Inscrit               | 1987                | Image manquante Téléverser |
| Château de la Tour d'Oyré | Availles-en-Châtellerault |                                                                       | 46° 46′ 08″ nord, 0° 34′ 11″ est   | « PA00105341 » | Inscrit               | 1987                | Image manquante Téléverser |
| Maison | Availles-Limouzine        | Rue Adrien-Veillon                                                    | 46° 07′ 12″ nord, 0° 39′ 27″ est   | « PA86000016 » | Inscrit               | 2002                | Image manquante Téléverser |
| Pierre Fade | Availles-Limouzine        |                                                                       | 46° 08′ 04″ nord, 0° 39′ 06″ est   | « PA00105342 » | Classé                | 1889                | Pierre Fade |
| Château d'Avanton | Avanton                   |                                                                       | 46° 39′ 55″ nord, 0° 18′ 28″ est   | « PA00105343 » | Inscrit               | 1927                | Château d'Avanton |
| Château d'Ayron | Ayron                     |                                                                       | 46° 39′ 30″ nord, 0° 04′ 35″ est   | « PA86000010 » | Inscrit               | 1999                | Château d'Ayron |
| Chapelle funéraire de la Madeleine | Beaumont                  |                                                                       | 46° 45′ 08″ nord, 0° 26′ 52″ est   | « PA86000017 » | Inscrit               | 2002                | Chapelle funéraire de la Madeleine |
| Château de Rouhet | Beaumont                  |                                                                       | 46° 45′ 44″ nord, 0° 26′ 31″ est   | « PA00105344 » | Inscrit               | 1931                | Image manquante Téléverser |
| Église Notre-Dame de Beaumont | Beaumont                  |                                                                       | 46° 44′ 15″ nord, 0° 25′ 42″ est   | « PA00105345 » | Inscrit               | 1986                | Église Notre-Dame de Beaumont |
| Église de Nesde | Benassay                  |                                                                       | 46° 32′ 19″ nord, 0° 02′ 05″ est   | « PA00105346 » | Inscrit               | 1932                | Église de Nesde |
| Château de Berrie | Berrie                    |                                                                       | 47° 04′ 02″ nord, 0° 04′ 16″ ouest | « PA00105347 » | Classé                | 1997                | Château de Berrie |
| Manoir de Savoie | Berrie                    |                                                                       | 47° 02′ 46″ nord, 0° 03′ 37″ ouest | « PA00105348 » | Inscrit               | 1931                | Image manquante Téléverser |
| Prieuré du Bas-Nueil | Berrie                    |                                                                       | 47° 03′ 46″ nord, 0° 05′ 40″ ouest | « PA00105349 » | Classé                | 1988                | Prieuré du Bas-Nueil |
| Manoir de Vayolles | Berthegon                 |                                                                       | 46° 54′ 32″ nord, 0° 14′ 44″ est   | « PA86000031 » | Inscrit               | 2006                | Manoir de Vayolles |
| Abbaye du Pin | Béruges                   |                                                                       | 46° 34′ 07″ nord, 0° 10′ 42″ est   | « PA00105350 » | Inscrit Classé        | 1993 1995           | Abbaye du Pin |
| Tour de Guyenne | Béruges                   | Le Bois de la Tour                                                    | 46° 34′ 07″ nord, 0° 12′ 15″ est   | « PA00105804 » | Inscrit               | 1991                | Image manquante Téléverser |
| Église Saint-Pierre de Béthines | Béthines                  |                                                                       | 46° 32′ 51″ nord, 0° 58′ 34″ est   | « PA00105351 » | Inscrit               | 1937                | Église Saint-Pierre de Béthines |
| Église Saint-Léger de Beuxes | Beuxes                    |                                                                       | 47° 05′ 40″ nord, 0° 10′ 47″ est   | « PA00105352 » | Inscrit               | 1926                | Église Saint-Léger de Beuxes |
| Château de la Maillollière | Blanzay                   |                                                                       | 46° 12′ 00″ nord, 0° 16′ 01″ est   | « PA00105800 » | Inscrit               | 1990                | Image manquante Téléverser |
| Château de Loubressay | Bonnes                    |                                                                       | 46° 36′ 46″ nord, 0° 36′ 22″ est   | « PA00125689 » | Inscrit               | 1993                | Image manquante Téléverser |
| Château de Touffou | Bonnes                    |                                                                       | 46° 37′ 00″ nord, 0° 35′ 23″ est   | « PA00105353 » | Classé Inscrit Classé | 1923 1992 1994      | Château de Touffou |
| Église Saint-André de Bonnes | Bonnes                    |                                                                       | 46° 36′ 13″ nord, 0° 35′ 51″ est   | « PA00105354 » | Classé                | 1906                | Église Saint-André de Bonnes |
| Château de Crémault | Bonneuil-Matours          |                                                                       | 46° 40′ 56″ nord, 0° 34′ 26″ est   | « PA00105355 » | Inscrit               | 1930                | Château de Crémault |
| Château de Mariéville (Bonneuil-Matours) | Bonneuil-Matours          |                                                                       | 46° 40′ 45″ nord, 0° 34′ 47″ est   | « PA00105801 » | Inscrit               | 1990                | Image manquante Téléverser |
| Église Saint-Pierre-ès-Liens de Bonneuil-Matours | Bonneuil-Matours          |                                                                       | 46° 40′ 56″ nord, 0° 34′ 22″ est   | « PA00105356 » | Classé                | 1910                | Église Saint-Pierre-ès-Liens de Bonneuil-Matours |
| Pont suspendu de Bonneuil-Matours | Bonneuil-Matours          |                                                                       | 46° 40′ 54″ nord, 0° 34′ 31″ est   | « PA86000044 » | Inscrit               | 2011                | Pont suspendu de Bonneuil-Matours |
| Donjon de la Rigaudière | Bouresse                  |                                                                       | 46° 23′ 07″ nord, 0° 36′ 08″ est   | « PA00105357 » | Inscrit               | 1929                | Image manquante Téléverser |
| Église Notre-Dame de Bouresse | Bouresse                  |                                                                       | 46° 21′ 42″ nord, 0° 36′ 35″ est   | « PA00105358 » | Inscrit               | 1925 1937           | Église Notre-Dame de Bouresse |
| Château de Bourg-Archambault | Bourg-Archambault         |                                                                       | 46° 22′ 55″ nord, 1° 00′ 07″ est   | « PA00105359 » | Inscrit Classé        | 1927 1986           | Château de Bourg-Archambault |
| Église Saint-Laurent de Bourg-Archambault | Bourg-Archambault         |                                                                       | 46° 23′ 00″ nord, 1° 00′ 14″ est   | « PA00105360 » | Inscrit               | 1937                | Église Saint-Laurent de Bourg-Archambault |
| Château de Verrières | Bournand                  |                                                                       | 47° 02′ 56″ nord, 0° 03′ 07″ est   | « PA00105362 » | Inscrit               | 1931                | Château de Verrières |
| Commanderie des Moulins | Bournand                  |                                                                       | 47° 05′ 08″ nord, 0° 04′ 49″ est   | « PA00105363 » | Classé Inscrit        | 1963                | Image manquante Téléverser |
| Église Saint-Martin de Bournand | Bournand                  |                                                                       | 47° 05′ 10″ nord, 0° 04′ 38″ est   | « PA00105364 » | Inscrit               | 1938                | Église Saint-Martin de Bournand |
| Pierre Folle | Bournand                  | Les Ormeaux                                                           | 47° 06′ 37″ nord, 0° 04′ 53″ est   | « PA00105361 » | Classé                | 1889                | Pierre Folle |
| Église Saint-Hilaire de Brigueil-le-Chantre | Brigueil-le-Chantre       |                                                                       | 46° 23′ 35″ nord, 1° 05′ 17″ est   | « PA00105365 » | Inscrit               | 1937                | Église Saint-Hilaire de Brigueil-le-Chantre |
| Château d'Épanvilliers | Brux                      |                                                                       | 46° 15′ 23″ nord, 0° 11′ 24″ est   | « PA00105366 » | Inscrit               | 1980 1997           | Château d'Épanvilliers |
| Église Saint-Martin de Brux | Brux                      |                                                                       | 46° 14′ 09″ nord, 0° 11′ 37″ est   | « PA00105367 » | Classé                | 1914                | Église Saint-Martin de Brux |
| Logis des Chémerault | Brux                      |                                                                       | 46° 14′ 58″ nord, 0° 08′ 16″ est   | « PA00132784 » | Inscrit               | 1994                | Image manquante Téléverser |
| Maison | Brux                      | 18 rue du Général Rivaud                                              | 46° 14′ 06″ nord, 0° 11′ 38″ est   | « PA00105368 » | Inscrit               | 1935                | Image manquante Téléverser |
| Château de Foussac | La Bussière               |                                                                       | 46° 37′ 32″ nord, 0° 50′ 52″ est   | « PA86000050 » | Inscrit               | 2015                | Image manquante Téléverser |
| Château de la Roche-Amenon | Buxeuil                   |                                                                       | 46° 58′ 57″ nord, 0° 39′ 24″ est   | « PA00105369 » | Inscrit               | 2004                | Image manquante Téléverser |
| Chapelle de Comblé | Celle-Lévescault          |                                                                       | 46° 24′ 12″ nord, 0° 12′ 21″ est   | « PA00105370 » | Inscrit               | 1968                | Image manquante Téléverser |
| Château de Lavau | Celle-Lévescault          |                                                                       | 46° 23′ 26″ nord, 0° 10′ 37″ est   | « PA00105371 » | Inscrit               | 1935                | Image manquante Téléverser |
| Église Saint-Étienne de Celle-Levescault | Celle-Lévescault          |                                                                       | 46° 25′ 33″ nord, 0° 11′ 19″ est   | « PA00105372 » | Classé                | 1914                | Église Saint-Étienne de Celle-Levescault |
| Logis de la Tiffanelière | Celle-Lévescault          |                                                                       | 46° 25′ 32″ nord, 0° 09′ 52″ est   | « PA86000018 » | Inscrit               | 2002                | Image manquante Téléverser |
| Borne milliaire de Cenon-sur-Vienne | Cenon-sur-Vienne          | Route de Cenon-sur-Vienne à Vouneuil-sur-Vienne                       | 46° 46′ 25″ nord, 0° 32′ 11″ est   | « PA00105373 » | Inscrit               | 1938                | Borne milliaire de Cenon-sur-Vienne |
| Église Notre-Dame de Chalais | Chalais                   |                                                                       | 46° 58′ 16″ nord, 0° 05′ 12″ est   | « PA00105374 » | Inscrit               | 1926                | Image manquante Téléverser |
| Château de la Motte | Chalandray                | Vieux Château                                                         | 46° 39′ 29″ nord, 0° 00′ 19″ ouest | « PA00105375 » | Classé                | 1995                | Image manquante Téléverser |
| Abbaye de Moreaux | Champagné-Saint-Hilaire   |                                                                       | 46° 17′ 23″ nord, 0° 20′ 11″ est   | « PA00105377 » | Inscrit               | 1930                | Image manquante Téléverser |
| Église Saint-Gervais-et-Saint-Protais de Champagne-Saint-Hilaire | Champagné-Saint-Hilaire   |                                                                       | 46° 19′ 08″ nord, 0° 19′ 32″ est   | « PA00105378 » | Inscrit               | 1925                | Église Saint-Gervais-et-Saint-Protais de Champagne-Saint-Hilaire |
| Église Saint-Léger de Champagné-le-Sec | Champagné-le-Sec          |                                                                       | 46° 11′ 24″ nord, 0° 11′ 16″ est   | « PA00105376 » | Classé                | 1985                | Image manquante Téléverser |
| Maison noble | Champagné-le-Sec          |                                                                       | 46° 11′ 22″ nord, 0° 11′ 25″ est   | « PA00105789 » | Inscrit               | 1989                | Image manquante Téléverser |
| Dolmen de Fontenaille | Champigny-le-Sec          |                                                                       | 46° 43′ 08″ nord, 0° 11′ 30″ est   | « PA00105379 » | Classé                | 1929                | Dolmen de Fontenaille |
| Église Saint-Martin de Champniers | Champniers                |                                                                       | 46° 13′ 03″ nord, 0° 20′ 12″ est   | « PA00132883 » | Classé                | 1994                | Église Saint-Martin de Champniers |
| Église Saint-Pierre de La Chapelle-Bâton | La Chapelle-Bâton         |                                                                       | 46° 11′ 09″ nord, 0° 23′ 42″ est   | « PA00125690 » | Inscrit               | 1993                | Église Saint-Pierre de La Chapelle-Bâton |
| Logis de la Baudinière | Chapelle-Viviers          |                                                                       | 46° 27′ 46″ nord, 0° 42′ 57″ est   | « PA00105380 » | Inscrit               | 1987                | Image manquante Téléverser |
| Château d'Étables | Charrais                  |                                                                       | 46° 42′ 27″ nord, 0° 13′ 14″ est   | « PA00105381 » | Inscrit               | 1969                | Image manquante Téléverser |
| Église Saint-Martin de Charrais | Charrais                  |                                                                       | 46° 41′ 51″ nord, 0° 11′ 58″ est   | « PA00105382 » | Inscrit               | 1935                | Église Saint-Martin de Charrais |
| Abbaye Saint-Sauveur de Charroux | Charroux                  |                                                                       | 46° 08′ 35″ nord, 0° 24′ 16″ est   | « PA00105383 » | Classé Inscrit Classé | 1945 1950           | Abbaye Saint-Sauveur de Charroux |
| Château de Rochemaux | Charroux                  |                                                                       | 46° 08′ 55″ nord, 0° 22′ 43″ est   | « PA00105384 » | Inscrit               | 1982                | Château de Rochemaux |
| Halles de Charroux | Charroux                  |                                                                       | 46° 08′ 38″ nord, 0° 24′ 14″ est   | « PA00105385 » | Classé                | 1948                | Halles de Charroux |
| Maison de bois | Charroux                  | Rue des Soupirs                                                       | 46° 08′ 31″ nord, 0° 24′ 11″ est   | « PA00105387 » | Inscrit               | 1927                | Image manquante Téléverser |
| Maison à pans de bois | Charroux                  | Rue de Limoges Rue des Halles                                         | 46° 08′ 37″ nord, 0° 24′ 13″ est   | « PA00105386 » | Classé                | 1987                | Image manquante Téléverser |
| Porte de l'Aumônerie | Charroux                  |                                                                       | 46° 08′ 35″ nord, 0° 24′ 12″ est   | « PA00105388 » | Classé                | 1927                | Porte de l'Aumônerie |
| Église Saint-Pierre de Chatain | Chatain                   |                                                                       | 46° 04′ 23″ nord, 0° 26′ 00″ est   | « PA00105389 » | Inscrit               | 1926                | Église Saint-Pierre de Chatain |
| Pont sur la Charente | Chatain                   |                                                                       | 46° 04′ 38″ nord, 0° 26′ 10″ est   | « PA00105390 » | Inscrit               | 1927                | Pont sur la Charente |
| Château de Château-Larcher | Château-Larcher           |                                                                       | 46° 25′ 03″ nord, 0° 18′ 53″ est   | « PA00105391 » | Classé Inscrit        | 1912 1927           | Château de Château-Larcher |
| Dolmen d'Arlait B | Château-Larcher           | Coteaux d'Arlait                                                      | 46° 25′ 38″ nord, 0° 18′ 15″ est   | « PA00105392 » | Inscrit               | 1977                | Dolmen d'Arlait B |
| Dolmen d'Arlait B | Château-Larcher           | Coteaux d'Arlait                                                      | 46° 25′ 38″ nord, 0° 18′ 15″ est   | « PA00105393 » | Inscrit               | 1975                | Dolmen d'Arlait B |
| Église Notre-Dame de Château-Larcher | Château-Larcher           |                                                                       | 46° 24′ 57″ nord, 0° 18′ 44″ est   | « PA00105394 » | Classé                | 1910                | Église Notre-Dame de Château-Larcher |
| Lanterne des morts de Château-Larcher | Château-Larcher           |                                                                       | 46° 24′ 54″ nord, 0° 18′ 39″ est   | « PA00105395 » | Classé                | 1840                | Lanterne des morts de Château-Larcher |
| Manoir de Château-Larcher | Château-Larcher           |                                                                       | 46° 25′ 05″ nord, 0° 18′ 56″ est   | « PA00105396 » | Inscrit               | 1973                | Image manquante Téléverser |
| Bourse du travail de Châtellerault | Châtellerault             | 9 rue du Cognet                                                       | 46° 48′ 53″ nord, 0° 32′ 37″ est   | « PA00105397 » | Inscrit               | 1929                | Bourse du travail de Châtellerault |
| Château de Châtellerault | Châtellerault             |                                                                       | 46° 47′ 20″ nord, 0° 34′ 33″ est   | « PA00105738 » | Inscrit               | 1972                | Château de Châtellerault |
| Commanderie d'Auzon | Châtellerault             |                                                                       | 46° 47′ 50″ nord, 0° 32′ 35″ est   | « PA00105398 » | Classé                | 1913 1938           | Commanderie d'Auzon |
| Église Notre-Dame de Châtellerault | Châtellerault             | Rue des Scieurs                                                       | 46° 48′ 51″ nord, 0° 32′ 45″ est   | « PA00105399 » | Inscrit               | 1942                | Image manquante Téléverser |
| Église Saint-Jacques de Châtellerault | Châtellerault             | Rue Saint-Jacques                                                     | 46° 48′ 57″ nord, 0° 32′ 34″ est   | « PA86000056 » | Inscrit               | 25 octobre 2018     | Église Saint-Jacques de Châtellerault |
| Église Saint-Romain de Châtellerault | Châtellerault             | 30 rue Saint-Romain                                                   | 46° 49′ 08″ nord, 0° 32′ 33″ est   | « PA00105400 » | Inscrit               | 1973                | Église Saint-Romain de Châtellerault |
| Hôtel Nicolas Alaman | Châtellerault             | 5 rue Abel Orillard                                                   | 46° 49′ 14″ nord, 0° 32′ 37″ est   | « PA00105401 » | Inscrit               | 1932                | Hôtel Nicolas Alaman |
| Hôtel des Sibylles | Châtellerault             | 151, 153, 155, 157 boulevard de Blossac                               | 46° 49′ 12″ nord, 0° 32′ 42″ est   | « PA00125691 » | Classé                | 1995                | Hôtel des Sibylles |
| Hôtel Sully | Châtellerault             | 14 rue Sully                                                          | 46° 48′ 58″ nord, 0° 32′ 32″ est   | « PA00105402 » | Inscrit               | 1929                | Hôtel Sully |
| Immeubles | Châtellerault             | 27-29 rue de Sully 4 rue du Cygne-Saint-Jacques                       | 46° 48′ 58″ nord, 0° 32′ 31″ est   | « PA86000054 » | Inscrit               | 2017                | Image manquante Téléverser |
| Institution Saint-Gabriel | Châtellerault             | 12 rue Sully                                                          | 46° 48′ 58″ nord, 0° 32′ 30″ est   | « PA86000026 » | Inscrit               | 2004                | Institution Saint-Gabriel |
| Maison de Descartes | Châtellerault             | 126 rue Bourbon                                                       | 46° 49′ 07″ nord, 0° 32′ 38″ est   | « PA00105403 » | Classé                | 1927                | Maison de Descartes |
| Manufacture d'armes de Châtellerault | Châtellerault             | Châteauneuf                                                           | 46° 48′ 46″ nord, 0° 32′ 02″ est   | « PA00105790 » | Inscrit               | 1989                | Manufacture d'armes de Châtellerault |
| Pont Camille-de-Hogues | Châtellerault             |                                                                       | 46° 48′ 49″ nord, 0° 32′ 15″ est   | « PA86000019 » | Classé                | 2002                | Pont Camille-de-Hogues |
| Pont Henri-IV | Châtellerault             |                                                                       | 46° 48′ 59″ nord, 0° 32′ 22″ est   | « PA00105404 » | Classé                | 1913                | Pont Henri-IV |
| Théâtre municipal de Châtellerault | Châtellerault             | 82 boulevard de Blossac                                               | 46° 49′ 06″ nord, 0° 32′ 46″ est   | « PA00105405 » | Classé                | 2009                | Théâtre municipal de Châtellerault |
| Église Saint-Pierre de Chaunay | Chaunay                   |                                                                       | 46° 12′ 26″ nord, 0° 09′ 49″ est   | « PA00105406 » | Inscrit               | 1987                | Image manquante Téléverser |
| Château de la Bonnetière | La Chaussée               |                                                                       | 46° 53′ 32″ nord, 0° 05′ 39″ est   | « PA00105407 » | Inscrit               | 1987                | Château de la Bonnetière |
| Église Saint-Pierre de La Chaussée | La Chaussée               |                                                                       | 46° 53′ 08″ nord, 0° 06′ 37″ est   | « PA00105408 » | Inscrit               | 1926                | Église Saint-Pierre de La Chaussée |
| Château des évêques de Poitiers | Chauvigny                 |                                                                       | 46° 34′ 09″ nord, 0° 38′ 57″ est   | « PA00105409 » | Classé                | 1840                | Château des évêques de Poitiers |
| Château d'Harcourt | Chauvigny                 |                                                                       | 46° 34′ 08″ nord, 0° 38′ 57″ est   | « PA00105410 » | Classé                | 1840                | Château d'Harcourt |
| Donjon de Gouzon | Chauvigny                 |                                                                       | 46° 34′ 13″ nord, 0° 38′ 54″ est   | « PA00105411 » | Classé                | 1889                | Donjon de Gouzon |
| Église Notre-Dame de Chauvigny | Chauvigny                 |                                                                       | 46° 34′ 08″ nord, 0° 38′ 43″ est   | « PA00105412 » | Classé                | 1840                | Église Notre-Dame de Chauvigny |
| Église Saint-Pierre de Chauvigny | Chauvigny                 |                                                                       | 46° 34′ 14″ nord, 0° 38′ 55″ est   | « PA00105413 » | Classé                | 1846                | Église Saint-Pierre de Chauvigny |
| Église Saint-Pierre de Saint-Pierre-les-Églises | Chauvigny                 |                                                                       | 46° 33′ 16″ nord, 0° 38′ 06″ est   | « PA00105414 » | Classé                | 1952                | Église Saint-Pierre de Saint-Pierre-les-Églises |
| Gentilhommière de la Rivière-aux-Chirets | Chauvigny                 |                                                                       | 46° 33′ 13″ nord, 0° 37′ 48″ est   | « PA00105415 » | Inscrit               | 1986                | Gentilhommière de la Rivière-aux-Chirets |
| Grotte de Jioux | Chauvigny                 | Saint-Pierre-les-Églises                                              | 46° 32′ 58″ nord, 0° 38′ 26″ est   | « PA00105416 » | Classé                | 1910                | Image manquante Téléverser |
| Logis des Templiers | Chauvigny                 |                                                                       | 46° 34′ 17″ nord, 0° 38′ 58″ est   | « PA00105417 » | Classé                | 1915                | Logis des Templiers |
| Château de Gilles de Rais | Cheneché                  |                                                                       | 46° 44′ 13″ nord, 0° 16′ 45″ est   | « PA00105418 » | Inscrit               | 1984                | Image manquante Téléverser |
| Château de Labarom | Cheneché                  |                                                                       | 46° 45′ 06″ nord, 0° 16′ 28″ est   | « PA00105791 » | Inscrit               | 1989 2006           | Image manquante Téléverser |
| Logis du Fort | Cheneché                  | Rue Gilles-de-Rais                                                    | 46° 44′ 03″ nord, 0° 16′ 35″ est   | « PA86000025 » | Inscrit               | 2004                | Image manquante Téléverser |
| Église Saint-Rémi de Chenevelles | Chenevelles               |                                                                       | 46° 43′ 40″ nord, 0° 39′ 12″ est   | « PA00105419 » | Classé                | 1922                | Église Saint-Rémi de Chenevelles |
| Château de Cherves | Cherves                   |                                                                       | 46° 43′ 06″ nord, 0° 00′ 58″ est   | « PA00105420 » | Classé Inscrit        | 1987 2007           | Image manquante Téléverser |
| Moulin à vent de Cherves | Cherves                   |                                                                       | 46° 42′ 47″ nord, 0° 01′ 13″ est   | « PA86000027 » | Inscrit               | 2005                | Moulin à vent de Cherves |
| Château de la Chèze | Chiré-en-Montreuil        |                                                                       | 46° 37′ 17″ nord, 0° 05′ 03″ est   | « PA86000028 » | Inscrit               | 1985 2005           | Image manquante Téléverser |
| Château de Chiré-en-Montreuil | Chiré-en-Montreuil        |                                                                       | 46° 37′ 42″ nord, 0° 05′ 58″ est   | « PA86000008 » | Inscrit               | 1998                | Château de Chiré-en-Montreuil |
| Église Saint-Jean-Baptiste de Chiré-en-Montreuil | Chiré-en-Montreuil        |                                                                       | 46° 38′ 19″ nord, 0° 07′ 34″ est   | « PA00105421 » | Inscrit               | 1942                | Église Saint-Jean-Baptiste de Chiré-en-Montreuil |
| Château de Marçay | Chouppes                  |                                                                       | 46° 49′ 08″ nord, 0° 14′ 36″ est   | « PA00105422 » | Inscrit               | 1925                | Image manquante Téléverser |
| Église Saint-Saturnin de Chouppes | Chouppes                  |                                                                       | 46° 48′ 41″ nord, 0° 09′ 46″ est   | « PA00105423 » | Inscrit               | 1925                | Église Saint-Saturnin de Chouppes |
| Logis de la Gannerie | Cissé                     |                                                                       | 46° 38′ 48″ nord, 0° 14′ 40″ est   | « PA00105424 » | Inscrit               | 1984                | Image manquante Téléverser |
| Cimetière gallo-romain de Civaux | Civaux                    |                                                                       | 46° 26′ 47″ nord, 0° 39′ 52″ est   | « PA00105425 » | Classé                | 1923                | Cimetière gallo-romain de Civaux |
| Église Saint-Gervais-et-Saint-Protais de Civaux | Civaux                    |                                                                       | 46° 26′ 38″ nord, 0° 39′ 51″ est   | « PA00105426 » | Classé                | 1913                | Église Saint-Gervais-et-Saint-Protais de Civaux |
| Site archéologiques de Civaux | Civaux                    | Place de l'Église                                                     | 46° 26′ 41″ nord, 0° 39′ 51″ est   | « PA00105427 » | Classé                | 1964                | Site archéologiques de Civaux |
| Tour aux Cognons | Civaux                    |                                                                       | 46° 26′ 49″ nord, 0° 40′ 27″ est   | « PA00105428 » | Inscrit               | 1927                | Tour aux Cognons |
| Église Saint-Nicolas de Civray | Civray                    |                                                                       | 46° 08′ 53″ nord, 0° 17′ 48″ est   | « PA00105429 » | Classé                | 1840 1934           | Église Saint-Nicolas de Civray |
| Maison | Civray                    | Place d'Armes                                                         | 46° 08′ 51″ nord, 0° 17′ 48″ est   | « PA00105430 » | Inscrit               | 1935                | Maison |
| Maison | Civray                    | Rue Louis XIII                                                        | 46° 08′ 53″ nord, 0° 17′ 42″ est   | « PA00105431 » | Inscrit               | 1927                | Maison |
| Église Notre-Dame de Colombiers | Colombiers                |                                                                       | 46° 46′ 19″ nord, 0° 25′ 30″ est   | « PA00105432 » | Inscrit               | 1926                | Église Notre-Dame de Colombiers |
| Abbaye de Valence | Couhé                     |                                                                       | 46° 18′ 39″ nord, 0° 10′ 23″ est   | « PA00105433 » | Classé Inscrit Classé | 1959 1997 1999      | Abbaye de Valence |
| Halles de Couhé | Couhé                     |                                                                       | 46° 17′ 54″ nord, 0° 10′ 46″ est   | « PA00105434 » | Inscrit               | 1941                | Halles de Couhé |
| Château du Pin | Coulonges                 |                                                                       | 46° 26′ 11″ nord, 1° 10′ 48″ est   | « PA00105435 » | Inscrit               | 1979 2002           | Image manquante Téléverser |
| Église Saint-Pierre-et-Saint-Paul de Coulonges | Coulonges                 |                                                                       | 46° 24′ 04″ nord, 1° 09′ 12″ est   | « PA00105436 » | Inscrit               | 1937                | Image manquante Téléverser |
| Château de Coussay | Coussay                   |                                                                       | 46° 48′ 37″ nord, 0° 44′ 50″ est   | « PA00105437 » | Classé Inscrit Classé | 1924 1935 1949      | Château de Coussay |
| Château de la Tour-de-Ry ou Tourderie | Coussay                   |                                                                       | 46° 49′ 35″ nord, 0° 13′ 56″ est   | « PA00105438 » | Inscrit Classé        | 1993 1995           | Image manquante Téléverser |
| Église Notre-Dame de Coussay | Coussay                   |                                                                       | 46° 50′ 15″ nord, 0° 12′ 21″ est   | « PA00105439 » | Inscrit               | 1952                | Image manquante Téléverser |
| Château de la Vervollière | Coussay-les-Bois          |                                                                       | 46° 48′ 05″ nord, 0° 45′ 08″ est   | « PA00105440 » | Classé                | 1920                | Château de la Vervollière |
| Église Notre-Dame de Coussay-les-Bois | Coussay-les-Bois          |                                                                       | 46° 48′ 32″ nord, 0° 44′ 36″ est   | « PA00105441 » | Classé                | 1914                | Église Notre-Dame de Coussay-les-Bois |
| Église Saint-Martin de Coussay-les-Bois | Coussay-les-Bois          |                                                                       | 46° 48′ 30″ nord, 0° 44′ 36″ est   | « PA00105442 » | Inscrit               | 1951                | Image manquante Téléverser |
| Église Saint-Michel de Craon | Craon                     |                                                                       | 46° 46′ 22″ nord, 0° 01′ 28″ est   | « PA00105443 » | Inscrit               | 1926                | Église Saint-Michel de Craon |
| Immeuble le Palais | Croutelle                 |                                                                       | 46° 32′ 19″ nord, 0° 17′ 39″ est   | « PA00105444 » | Inscrit               | 1983 1996           | Image manquante Téléverser |
| Château de la Bournalière | Cuhon                     |                                                                       | 46° 46′ 12″ nord, 0° 06′ 21″ est   | « PA86000023 » | Inscrit               | 2004                | Image manquante Téléverser |
| Donjon de Curçay-sur-Dive | Curçay-sur-Dive           | Le Bourg                                                              | 47° 00′ 46″ nord, 0° 03′ 22″ ouest | « PA00105445 » | Classé                | 1965                | Donjon de Curçay-sur-Dive |
| Église Saint-Pierre de Curçay-sur-Dive | Curçay-sur-Dive           |                                                                       | 47° 00′ 32″ nord, 0° 03′ 58″ ouest | « PA00105446 » | Inscrit               | 1927                | Église Saint-Pierre de Curçay-sur-Dive |
| Pont de la Reine-Blanche | Curçay-sur-Dive           | Marais-de-la-Charrière Les Communaux Les Prés de la Charrière         | 47° 00′ 30″ nord, 0° 04′ 37″ ouest | « PA00105447 » | Inscrit               | 1980                | Pont de la Reine-Blanche |
| Château de Curzay | Curzay-sur-Vonne          |                                                                       | 46° 29′ 01″ nord, 0° 02′ 58″ est   | « PA00105448 » | Inscrit               | 1927 1993           | Château de Curzay |
| Église Saint-Martin de Curzay-sur-Vonne | Curzay-sur-Vonne          |                                                                       | 46° 29′ 26″ nord, 0° 02′ 37″ est   | « PA00105449 » | Classé                | 1925                | Église Saint-Martin de Curzay-sur-Vonne |
| Croix de cimetière de Dercé | Dercé                     |                                                                       | 46° 56′ 59″ nord, 0° 13′ 22″ est   | « PA00105450 » | Inscrit               | 1926                | Croix de cimetière de Dercé |
| Église Saint-Jean-Baptiste de Dercé | Dercé                     |                                                                       | 46° 57′ 00″ nord, 0° 13′ 24″ est   | « PA00105451 » | Inscrit               | 1943                | Église Saint-Jean-Baptiste de Dercé |
| Château de Dissay | Dissay                    |                                                                       | 46° 41′ 58″ nord, 0° 25′ 43″ est   | « PA00105452 » | Inscrit Classé        | 1967 1989           | Château de Dissay |
| Église Saint-Pierre-et-Saint-Paul de Dissay | Dissay                    |                                                                       | 46° 42′ 01″ nord, 0° 25′ 51″ est   | « PA00105453 » | Inscrit               | 1926                | Église Saint-Pierre-et-Saint-Paul de Dissay |
| Église Saint-Martin de Doussay | Doussay                   |                                                                       | 46° 50′ 37″ nord, 0° 16′ 31″ est   | « PA00105454 » | Classé                | 1984                | Image manquante Téléverser |
| Église Notre-Dame de La Ferrière-Airoux | La Ferrière-Airoux        |                                                                       | 46° 19′ 15″ nord, 0° 23′ 33″ est   | « PA00105455 » | Inscrit               | 1935                | Image manquante Téléverser |
| Église Notre-Dame de Fontaine-le-Comte | Fontaine-le-Comte         |                                                                       | 46° 31′ 37″ nord, 0° 15′ 52″ est   | « PA00105456 » | Classé                | 1840                | Église Notre-Dame de Fontaine-le-Comte |
| Logis abbatial de Fontaine-le-Comte | Fontaine-le-Comte         | Place de l'Église                                                     | 46° 31′ 37″ nord, 0° 15′ 50″ est   | « PA00105457 » | Inscrit               | 1929                | Logis abbatial de Fontaine-le-Comte |
| Logis des Piliers | Fontaine-le-Comte         |                                                                       | 46° 32′ 37″ nord, 0° 13′ 17″ est   | « PA00105802 » | Inscrit               | 1991                | Image manquante Téléverser |
| Prieuré de Fontaine-le-Comte | Fontaine-le-Comte         |                                                                       | 46° 31′ 38″ nord, 0° 15′ 50″ est   | « PA00105458 » | Inscrit               | 1927                | Image manquante Téléverser |
| Château de Gençay | Gençay                    | Le Bourg                                                              | 46° 22′ 29″ nord, 0° 24′ 04″ est   | « PA00105459 » | Classé                | 1840                | Château de Gençay |
| Hôtel des Trois-Marchands | Gençay                    | Place du Marché                                                       | 46° 22′ 27″ nord, 0° 24′ 15″ est   | « PA00105805 » | Inscrit               | 1991                | Image manquante Téléverser |
| Logis de La Briauderie | Gençay                    |                                                                       | 46° 22′ 25″ nord, 0° 24′ 07″ est   | « PA00105460 » | Inscrit               | 1969                | Image manquante Téléverser |
| Église Notre-Dame de Genouillé | Genouillé                 |                                                                       | 46° 06′ 26″ nord, 0° 20′ 14″ est   | « PA00105461 » | Classé Inscrit        | 1914 1996           | Église Notre-Dame de Genouillé |
| Château de Chambonneau | Gizay                     |                                                                       | 46° 27′ 24″ nord, 0° 26′ 18″ est   | « PA00105462 » | Inscrit               | 1964                | Château de Chambonneau |
| Église Notre-Dame-d'Or de La Grimaudière (les deux travées du chœur et les deux pilastres avec colonnes engagées sur dosserets à chapiteaux placés entre le chœur et la nef) | La Grimaudière            |                                                                       | 46° 49′ 01″ nord, 0° 01′ 27″ est   | « PA00105464 » | Classé                | 1942                | Église Notre-Dame-d'Or de La Grimaudière(les deux travées du chœur et les deux pilastres avec colonnes engagées sur dosserets à chapiteaux placés entre le chœur et la nef) |
| Église Saint-Cybard de La Grimaudière | La Grimaudière            |                                                                       | 46° 48′ 30″ nord, 0° 01′ 06″ est   | « PA00105463 » | Inscrit               | 1926                | Église Saint-Cybard de La Grimaudière |
| Château de La Guérinière | Guesnes                   |                                                                       | 46° 54′ 21″ nord, 0° 08′ 22″ est   | « PA00105465 » | Inscrit Classé        | 1988 1990           | Image manquante Téléverser |
| Château de la Groie | Ingrandes                 |                                                                       | 46° 52′ 54″ nord, 0° 36′ 39″ est   | « PA00105466 » | Inscrit               | 1935                | Château de la Groie |
| Église Saint-Pierre-et-Saint-Paul d'Ingrandes-sur-Vienne | Ingrandes                 |                                                                       | 46° 52′ 37″ nord, 0° 33′ 53″ est   | « PA00105467 » | Classé                | 1910                | Église Saint-Pierre-et-Saint-Paul d'Ingrandes-sur-Vienne |
| Église Saint-Paixent d'L'Isle-Jourdain | L'Isle-Jourdain           |                                                                       | 46° 13′ 58″ nord, 0° 41′ 48″ est   | « PA00105468 » | Inscrit               | 1973                | Image manquante Téléverser |
| Château d'Aigne | Iteuil                    |                                                                       | 46° 28′ 43″ nord, 0° 18′ 02″ est   | « PA00105469 » | Inscrit               | 1975                | Image manquante Téléverser |
| Château de Bernay | Iteuil                    |                                                                       | 46° 29′ 47″ nord, 0° 19′ 04″ est   | « PA00105807 » | Inscrit               | 1992                | Image manquante Téléverser |
| Église Saint-Hilaire de Jardres | Jardres                   |                                                                       | 46° 34′ 15″ nord, 0° 33′ 55″ est   | « PA00105470 » | Classé                | 1913                | Église Saint-Hilaire de Jardres |
| Château-Couvert de Jaunay-Clan | Jaunay-Clan               |                                                                       | 46° 41′ 12″ nord, 0° 22′ 20″ est   | « PA00105471 » | Inscrit               | 1990                | Image manquante Téléverser |
| Église Saint-Denis de Jaunay-Clan | Jaunay-Clan               |                                                                       | 46° 41′ 10″ nord, 0° 22′ 15″ est   | « PA00105472 » | Classé                | 1910                | Église Saint-Denis de Jaunay-Clan |
| Jardin de la Chartreuse | Jaunay-Clan               | 15 avenue de Paris                                                    | 46° 41′ 01″ nord, 0° 22′ 55″ est   | « PA00105808 » | Inscrit               | 1992                | Image manquante Téléverser |
| Château de la Cour | Jazeneuil                 |                                                                       | 46° 27′ 45″ nord, 0° 04′ 21″ est   | « PA00105473 » | Inscrit               | 1937                | Château de la Cour |
| Église Saint-Jean-Baptiste de Jazeneuil | Jazeneuil                 |                                                                       | 46° 27′ 55″ nord, 0° 04′ 13″ est   | « PA00105474 » | Classé                | 1883                | Église Saint-Jean-Baptiste de Jazeneuil |
| Maison | Jazeneuil                 | Rue Pictave Rue Saint-Nicolas                                         | 46° 27′ 52″ nord, 0° 04′ 11″ est   | « PA00105475 » | Inscrit Classé        | 2010 2012           | Maison |
| Chapelle de Jouhet | Jouhet                    |                                                                       | 46° 29′ 26″ nord, 0° 50′ 19″ est   | « PA00105476 » | Classé                | 1908                | Image manquante Téléverser |
| Domaine de Ry-Chazerat | Journet                   |                                                                       | 46° 27′ 19″ nord, 0° 57′ 54″ est   | « PA86000062 » | Inscrit               | 2022                | Domaine de Ry-Chazerat |
| Église Saint-Martin de Journet | Journet                   |                                                                       | 46° 27′ 46″ nord, 0° 58′ 00″ est   | « PA00105478 » | Inscrit               | 1935                | Église Saint-Martin de Journet |
| Lanterne des Morts de Journet | Journet                   |                                                                       | 46° 27′ 56″ nord, 0° 58′ 09″ est   | « PA00105479 » | Classé                | 1884                | Lanterne des Morts de Journet |
| Prieuré de Villesalem | Journet                   |                                                                       | 46° 30′ 26″ nord, 1° 00′ 11″ est   | « PA00105477 » | Classé                | 1914 1995           | Prieuré de Villesalem |
| Château de Joussé | Joussé                    |                                                                       | 46° 13′ 38″ nord, 0° 28′ 18″ est   | « PA00105480 » | Inscrit               | 1928 1992           | Image manquante Téléverser |
| Château du Cluzeau | Lathus-Saint-Rémy         |                                                                       | 46° 19′ 18″ nord, 0° 59′ 47″ est   | « PA00125692 » | Inscrit               | 1993                | Image manquante Téléverser |
| Dolmen de Lathus-Saint-Rémy | Lathus-Saint-Rémy         |                                                                       | 46° 20′ 06″ nord, 0° 59′ 20″ est   | « PA00105481 » | Classé                | 1889                | Image manquante Téléverser |
| Église Saint-Maurice de Lathus-Saint-Rémy | Lathus-Saint-Rémy         |                                                                       | 46° 20′ 01″ nord, 0° 57′ 33″ est   | « PA00105482 » | Inscrit Classé        | 1926 1930           | Église Saint-Maurice de Lathus-Saint-Rémy |
| Château de la Chèze | Latillé                   |                                                                       | 46° 37′ 18″ nord, 0° 05′ 02″ est   | « PA00105483 » | Inscrit               | 1985 2005           | Image manquante Téléverser |
| Logis de la Motte | Lauthiers                 |                                                                       | 46° 36′ 06″ nord, 0° 44′ 06″ est   | « PA86000045 » | Inscrit               | 2011                | Image manquante Téléverser |
| Commanderie de Lavausseau | Lavausseau                |                                                                       | 46° 33′ 30″ nord, 0° 04′ 27″ est   | « PA00105484 » | Inscrit Classé        | 2013                | Image manquante Téléverser |
| Maison | Lavausseau                | Rue de Latillé                                                        | 46° 33′ 33″ nord, 0° 04′ 25″ est   | « PA00105485 » | Inscrit               | 1935                | Image manquante Téléverser |
| Château du Bois-Dousset | Lavoux                    |                                                                       | 46° 35′ 18″ nord, 0° 29′ 57″ est   | « PA00105486 » | Classé                | 1966                | Image manquante Téléverser |
| Église Saint-Rémi de Leigné-les-Bois | Leigné-les-Bois           |                                                                       | 46° 45′ 33″ nord, 0° 42′ 26″ est   | « PA00105487 » | Inscrit               | 1939                | Église Saint-Rémi de Leigné-les-Bois |
| Château de Vaucour | Leignes-sur-Fontaine      |                                                                       | 46° 31′ 36″ nord, 0° 44′ 59″ est   | « PA00105488 » | Inscrit               | 1973                | Château de Vaucour |
| Église Saint-Hilaire de Leignes-sur-Fontaine | Leignes-sur-Fontaine      |                                                                       | 46° 30′ 20″ nord, 0° 46′ 40″ est   | « PA00105489 » | Classé                | 1957                | Église Saint-Hilaire de Leignes-sur-Fontaine |
| Église Notre-Dame de Lencloître | Lencloître                |                                                                       | 46° 48′ 47″ nord, 0° 19′ 45″ est   | « PA00105490 » | Classé                | 1908                | Église Notre-Dame de Lencloître |
| Prieuré Notre-Dame de Lencloître | Lencloître                |                                                                       | 46° 48′ 46″ nord, 0° 19′ 44″ est   | « PA00105491 » | Inscrit               | 1962 1990           | Prieuré Notre-Dame de Lencloître |
| Château de Leugny (Leugny) | Leugny                    |                                                                       | 46° 54′ 47″ nord, 0° 42′ 01″ est   | « PA00105492 » | Inscrit               | 1934                | Image manquante Téléverser |
| Forge de Verrières | Lhommaizé                 | La Forge                                                              | 46° 25′ 39″ nord, 0° 35′ 26″ est   | « PA00105493 » | Inscrit Classé        | 1990 1991           | Image manquante Téléverser |
| Maison | Lhommaizé                 | La Boussagère                                                         | à géolocaliser                     | « PA00105494 » | Inscrit               | 1935                | Image manquante Téléverser |
| Abbaye Saint-Martin de Ligugé | Ligugé                    | Le Bourg Place du Révérend-Père-Lambert                               | 46° 31′ 01″ nord, 0° 19′ 52″ est   | « PA00105495 » | Classé                | 1846 1965           | Abbaye Saint-Martin de Ligugé |
| Château de la Réauté | Ligugé                    | Grande-Rue 85                                                         | 46° 30′ 54″ nord, 0° 19′ 47″ est   | « PA00105496 » | Inscrit               | 1969 1993           | Image manquante Téléverser |
| Ancienne filature de Ligugé | Ligugé                    | Avenue de la Plage                                                    | 46° 30′ 54″ nord, 0° 20′ 13″ est   | « PA86000047 » | Inscrit               | 2 mars 2012         | Image manquante Téléverser |
| Immeuble le Palais | Ligugé                    |                                                                       | 46° 32′ 18″ nord, 0° 17′ 41″ est   | « PA86000001 » | Inscrit               | 1983 1996           | Image manquante Téléverser |
| Logis du Magnou | Linazay                   |                                                                       | 46° 09′ 49″ nord, 0° 10′ 36″ est   | « PA00105497 » | Inscrit               | 1977                | Logis du Magnou |
| Château du Bois-Gourmand | Loudun                    |                                                                       | 47° 02′ 45″ nord, 0° 05′ 59″ est   | « PA00105509 » | Inscrit               | 1929 1993           | Château du Bois-Gourmand |
| Château du Bois-Rogue, à Rossay | Loudun                    |                                                                       | 46° 59′ 53″ nord, 0° 07′ 45″ est   | « PA00105499 » | Classé Inscrit        | 1970                | Image manquante Téléverser |
| Château de Loudun | Loudun                    |                                                                       | 47° 00′ 37″ nord, 0° 04′ 49″ est   | « PA00105498 » | Classé                | 1877                | Château de Loudun |
| Commanderie Saint-Jean de Loudun | Loudun                    |                                                                       | 47° 00′ 32″ nord, 0° 05′ 09″ est   | « PA00135596 » | Inscrit               | 1995                | Commanderie Saint-Jean de Loudun |
| Couvent des Carmes de Loudun | Loudun                    | 28 rue du Martray                                                     | 47° 00′ 36″ nord, 0° 04′ 30″ est   | « PA00105502 » | Classé Inscrit        | 1921 1928 1995      | Couvent des Carmes de Loudun |
| Dépôt lapidaire de Loudun | Loudun                    | Rue Vouguet                                                           | 47° 00′ 28″ nord, 0° 05′ 09″ est   | « PA86000004 » | Inscrit               | 1997                | Image manquante Téléverser |
| Église Sainte-Croix de Loudun | Loudun                    |                                                                       | 47° 00′ 29″ nord, 0° 05′ 00″ est   | « PA00105501 » | Classé Inscrit        | 1955 1992           | Église Sainte-Croix de Loudun |
| Église Saint-Pierre de Loudun | Loudun                    |                                                                       | 47° 00′ 34″ nord, 0° 04′ 58″ est   | « PA00105503 » | Classé                | 1921                | Église Saint-Pierre de Loudun |
| Enceinte de Loudun | Loudun                    |                                                                       | 47° 00′ 34″ nord, 0° 04′ 52″ est   | « PA00105504 » | Inscrit               | 1948                | Image manquante Téléverser |
| Hôtel de Saint-Laon | Loudun                    | 14-16 rue Marcel-Aymard                                               | 47° 00′ 37″ nord, 0° 05′ 08″ est   | « PA00135598 » | Inscrit               | 1995                | Image manquante Téléverser |
| Hôtel de ville de Loudun | Loudun                    |                                                                       | 47° 00′ 37″ nord, 0° 04′ 56″ est   | « PA00135595 » | Inscrit               | 1995                | Hôtel de ville de Loudun |
| Maison | Loudun                    | 15 rue du Portail-Chaussée                                            | 47° 00′ 42″ nord, 0° 04′ 55″ est   | « PA00135597 » | Inscrit               | 1995                | Image manquante Téléverser |
| Maison | Loudun                    | Rue de la Porte-Saint-Nicolas                                         | 47° 00′ 47″ nord, 0° 04′ 43″ est   | « PA00105506 » | Inscrit               | 1928                | Image manquante Téléverser |
| Maison des Échevins | Loudun                    | 10 rue Housse-Galand                                                  | 47° 00′ 24″ nord, 0° 04′ 57″ est   | « PA00105505 » | Inscrit               | 1972                | Image manquante Téléverser |
| Portail | Loudun                    | 18 rue de la Porte-Saint-Nicolas                                      | 47° 00′ 43″ nord, 0° 04′ 43″ est   | « PA00105507 » | Inscrit               | 1973                | Image manquante Téléverser |
| Porte du Martray | Loudun                    |                                                                       | 47° 00′ 36″ nord, 0° 04′ 26″ est   | « PA00105508 » | Classé                | 1946                | Porte du Martray |
| Château de Lusignan | Lusignan                  |                                                                       | 46° 26′ 14″ nord, 0° 07′ 40″ est   | « PA86000005 » | Inscrit               | 1997                | Château de Lusignan |
| Église Notre-Dame-et-Saint-Junien de Lusignan | Lusignan                  |                                                                       | 46° 26′ 10″ nord, 0° 07′ 23″ est   | « PA00105510 » | Classé                | 1862                | Église Notre-Dame-et-Saint-Junien de Lusignan |
| Halles de Lusignan | Lusignan                  |                                                                       | 46° 26′ 08″ nord, 0° 07′ 25″ est   | « PA00105798 » | Inscrit               | 1990                | Halles de Lusignan |
| Maison | Lusignan                  | Rue de la Mairie                                                      | à géolocaliser                     | « PA00105513 » | Inscrit               | 1935                | Image manquante Téléverser |
| Maison du Gouverneur | Lusignan                  | 25 rue Saint-Louis                                                    | 46° 26′ 11″ nord, 0° 07′ 29″ est   | « PA00105511 » | Inscrit               | 1935                | Maison du Gouverneur |
| Maisons à pans de bois | Lusignan                  | Le Bourg 7 rue Notre-Dame                                             | 46° 26′ 09″ nord, 0° 07′ 22″ est   | « PA00105512 » | Inscrit               | 1927                | Maisons à pans de bois |
| Château de Lussac-les-Châteaux | Lussac-les-Châteaux       |                                                                       | 46° 24′ 18″ nord, 0° 43′ 42″ est   | « PA00105514 » | Inscrit               | 1928                | Château de Lussac-les-Châteaux |
| Ermitage de Lussac-les-Châteaux | Lussac-les-Châteaux       | L'Ermitage                                                            | 46° 24′ 15″ nord, 0° 44′ 04″ est   | « PA00105515 » | Inscrit               | 1929                | Image manquante Téléverser |
| Grotte de La Marche | Lussac-les-Châteaux       | Le Château La Garenne                                                 | 46° 24′ 22″ nord, 0° 43′ 29″ est   | « PA00105516 » | Classé                | 1970                | Grotte de La Marche |
| Maison | Lussac-les-Châteaux       |                                                                       | 46° 24′ 15″ nord, 0° 43′ 30″ est   | « PA00125693 » | Inscrit               | 1993                | Image manquante Téléverser |